# 沼澤異形
沼澤異形（英語：Swamp Thing）是一位出現於DC漫畫出版物的虛構角色。該人形植物生物存在於DC宇宙中。由作家萊恩·韋恩和藝術家伯尼·萊特森創作的超級英雄。沼澤異形有幾次人形怪物或化身的模樣，這取決於不同的故事線。他最早出現於《秘密之家》的一個獨立的恐怖故事，在20世紀初#92（1971年7月）被配置的角色。人物後來回歸於一個單獨的系列，作為DC的一個延續性。
在80年代和90年代初是角色人氣最大的時候。除了豐富的漫畫書的歷史之外，亦有推出2部電影、真人電視劇和五季的動畫系列等。

## 人物
沼澤異形最早出現在《秘密之家》#92（1971年6月至7月），名為亞歷克斯·奧爾森（Alex Olsen）。
該漫畫設定在20世紀初，當科學家亞歷克斯·奧爾森的同事企圖殺死他，好得到奧爾森的妻子琳達，但在實驗室的一場爆炸意外而使奧爾森被不明液體濺中，奧爾森的身體因此變成了如同沼澤般的怪物，他改變成一個可怕的怪物後救了琳達，但沒有向琳達透露出自己的真實身分，而蹣跚地回到了沼澤的家中。

## 其他媒體

### 電視劇
- 一個綠色和平針對亂丟垃圾的公益廣告中就有沼澤異形的出現，標榜「Return of Swamp Thing」。
- 從1990年至1993年在USA電視台撥出的同名電視劇《沼澤異形（英语：Swamp Thing (1990 TV series)）》，該系列有100集。從2008年開始，該劇集已通過Shout! Factory發布於DVD的收藏上。
- 於1991年4月首播於Fox Kids的電視動畫《沼澤異形》，由萊恩·卡爾森作為角色的配音員。該計劃只持續了五集，並通常被認為是一個微型的系列。
- 在《正義聯盟》中，他客串於「Comfort and Joy」一集中，有人看見他在一個小酒吧裡。
- 在《正義聯盟無限版》的「Initiation」一集中，一個未知的生物登上了正義聯盟守望塔，似乎沒人發現，而牠的外觀很像沼澤異形。而沼澤異形也在「Wake the Dead」一集中出現在一張海報上。
- 在《正義聯盟：即刻行動》中，由馬克·漢米爾作為角色的配音員。
- 《沼澤異形》（2019）：由安迪·比恩（英语：Andy Bean (actor)）飾演亞歷克·荷蘭，德里克·米爾斯飾演沼澤異形。

### 電影
- 沼澤異形的第一部電影《沼澤異形（英语：Swamp Thing (film)）》於1982年發布。由Dick Durock飾演沼澤異形。
- 電影《沼澤異形》的續集《沼澤異形歸來（英语：The Return of Swamp Thing）》製作於1989年。這預算比前集要低得多，而成功也不如前部。
- 紀錄片《阿蘭·摩爾的精神世界》中在「Love and Death」的討論中包含了沼澤異形。
- 《黑暗正義聯盟》：動畫電影，沼澤異形由羅傑·克羅斯（英语：Roger Cross）配音。
- 《蝙蝠俠與哈莉奎茵》：動畫電影，沼澤異形由約翰·迪·瑪吉歐配音。
- 《電影少年悍將GO！》

### 電子遊戲
- 沼澤異形出現於以1991年的動畫系列為基礎的同名電子遊戲上。
- 一款和紅白機版本不同的沼澤異形遊戲隨後已被取消。本遊戲被洩露在互聯網上。
- 沼澤異形出現於《DC 超級英雄 Online》，配音員為Chilimbwe Washington。
- 《超級英雄：武力對決2》

### 玩具
- 隨著肯納的圖畫路線、動畫系列，沼澤異形玩具出現於DC宇宙經典獨家舉行的2011年聖地亞哥國際漫畫展。在會展中，該玩具和Un-Men一同出售。

## 外部連結
- 互联网电影数据库上沼澤異形的资料
- Roots of the Swamp Thing
- Swamp Thing at TV.com
- 漫画书数据库：Swamp Thing (Alex Olsen)
- 漫画书数据库：Swamp Thing (Alec Holland)
- 漫画书数据库：Swamp Thing (Tefé Holland)
- 漫画书数据库：Swamp Thing (Aaron Hayley)
- 漫画书数据库：Swamp Thing (Alan Hallman)